# Röd masksjögurka
Röd masksjögurka (Leptosynapta bergensis) är en sjögurkeart som först beskrevs av Ostergren 1905.  Röd masksjögurka ingår i släktet Leptosynapta och familjen masksjögurkor. Enligt den svenska rödlistan är arten otillräckligt studerad i Sverige. Arten förekommer i Götaland. Artens livsmiljö är havet. Inga underarter finns listade i Catalogue of Life.